# یرواند آقاتون
یرواند آقاتون (ارمنی: Երվանդ Աղաթոն؛ ۱۸۶۰ – ۱۹۳۵) کنشگر، برزشناس، ناشر، و نویسنده اهل ارمنستان بود. وی یکی از نجات‌یافتگان کشتار حمیدیه بود.

## زندگی
وی در ۱۸۶۰ در استانبول به دنیا آمد و در ۱۹۳۵ در سن ۹۵ سالگی درگذشت.